# Temporada 1954-1955 del FC Barcelona
Les dades més destacades de la temporada 1954-1955 del Futbol Club Barcelona són les següents:

## 1955

### Juny
- 12 juny - Victòria blaugrana a Les Corts (1-0) en partit amistós enfront l'equip brasiler del Vasco da Gama. Alfredo Di Stéfano, cedit pel Reial Madrid, reforça en aquest partit la davantera barcelonista en la qual no juga Kubala.

### Gener
- 26 gener - El camp de Les Corts acull un partit amistós a benefici de l'Escola de Periodistes de Barcelona que enfronta una Selecció Barcelonina amb l'equip italià del Bolonya. L'equip del barceloní que s'imposa amb claredat (6-2) el formen jugadors de l'Espanyol, del Barça i la figura del Real Madrid Alfredo Di Stéfano, que per primera vegada juga amb Kubala al costat.

## 1954

### Desembre
- 5 desembre - 13a. jornada de Lliga. Victòria blaugrana a Zorrilla enfront del Real Valladolid (1-2) amb gols de Villaverde i Manchón i expulsió de Moll

### Novembre
- 28 novembre - 12a. jornada de Lliga. El Barça s'imposa al Deportivo corunyès (3-1) a Les Corts amb gols de Kubala (2) i Basora. Els blaugrana són segons a només un punt del líder Real Madrid

### Octubre
- 3 octubre - 4a. jornada de Lliga. Un Barça poc ambiciós no passa de l'empat (1-1) a Balaidos. Manchón avança els blaugrana que, malgrat la tàctica molt defensiva de l'entrenador Sandro Puppo, veuen com el Celta acaba empatant el partit.

## Plantilla
Fonts:
|     |                            |      | Total | Total | Campionat de Lliga | Campionat de Lliga | Copa del Generalíssim | Copa del Generalíssim |
| P   | Jugador                    | País | PT    | Gols  | PT                 | Gols               | PT                    | Gols                  |
| --- | -------------------------- | ---- | ----- | ----- | ------------------ | ------------------ | --------------------- | --------------------- |
| POR | Antoni Ramallets           |      | 33    | -44   | 29                 | -39                | 4                     | -5                    |
| POR | Francisco Javier Goicolea  |      | 1     |       | 1                  |                    |                       |                       |
| POR | Juan Zambudio Velasco      |      | 0     |       |                    |                    |                       |                       |
| DEF | Joan Segarra               |      | 32    |       | 28                 |                    | 4                     |                       |
| DEF | Joaquim Brugué             |      | 30    |       | 26                 |                    | 4                     |                       |
| DEF | Jiri Hanke                 |      | 24    |       | 24                 |                    |                       |                       |
| DEF | Josep Seguer               |      | 23    | 1     | 19                 | 1                  | 4                     |                       |
| DEF | Sígfrid Gràcia             |      | 5     |       | 4                  |                    | 1                     |                       |
| DEF | Gustau Biosca              |      | 1     |       | 1                  |                    |                       |                       |
| MIG | Andreu Bosch               |      | 26    | 3     | 23                 | 2                  | 3                     | 1                     |
| MIG | Isidre Flotats             |      | 21    |       | 17                 |                    | 4                     |                       |
| MIG | Marià Gonzalvo             |      | 7     | 2     | 7                  | 2                  |                       |                       |
| MIG | Francisco Javier Maristany |      | 0     |       |                    |                    |                       |                       |
| DAV | Laszlo Kubala              |      | 22    | 19    | 19                 | 14                 | 3                     | 5                     |
| DAV | Ramón Alberto Villaverde   |      | 30    | 14    | 27                 | 14                 | 3                     |                       |
| DAV | Eduard Manchón             |      | 26    | 14    | 23                 | 12                 | 3                     | 2                     |
| DAV | Tomás Hernández "Moreno"   |      | 18    | 6     | 14                 | 6                  | 4                     |                       |
| DAV | Dagoberto Moll             |      | 16    | 4     | 16                 | 4                  |                       |                       |
| DAV | Just Tejada                |      | 13    | 5     | 13                 | 5                  |                       |                       |
| DAV | Esteban Areta              |      | 12    | 6     | 9                  | 5                  | 3                     | 1                     |
| DAV | Estanislau Basora          |      | 10    | 3     | 9                  | 3                  | 1                     |                       |
| DAV | Armando Fernández "Mandi"  |      | 8     | 2     | 8                  | 2                  |                       |                       |
| DAV | Luis Suárez                |      | 7     | 4     | 6                  | 3                  | 1                     | 1                     |
| DAV | César Rodríguez            |      | 5     |       | 4                  |                    | 1                     |                       |
| DAV | Alfons Navarro             |      | 3     | 1     | 3                  | 1                  |                       |                       |
| DAV | Josep Calvet               |      | 1     |       |                    |                    | 1                     |                       |

## Classificació
| Competició            | Pos. | P  | PG | PE | PP | GF | GC | Campió                  |
| --------------------- | ---- | -- | -- | -- | -- | -- | -- | ----------------------- |
| Campionat de Lliga    | 2n   | 30 | 17 | 7  | 6  | 75 | 39 | Reial Madrid CF         |
| Copa del Generalíssim | SF   | 4  | 1  | 2  | 1  | 10 | 5  | Club Atlético de Bilbao |

## Resultats
NOTA 1: El Grupo Catalán (el VI), de la Tercera División, con 11 equipos, (impar), permitió que en algunas de las jornadas, el equipo que en esa jornada no jugaba, tuviera la oportunidad de jugar (no siempre), algun partido amistoso contra el equipo de los suplentes del Barça. (Algunos jugaron también contra el Espanyol).
NOTA 2: En esta Temporada, hubo algunos jugadores integrantes del primer equipo del Barça, tales como: (Biosca, César o Luis Suárez, etc. etc.), que jugaron, (no siempre), diversos partidos oficiales de Liga, con el equipo filial del Barça: La España Industrial, para poder intentar salvarlo, (era el colista de la Segunda División), de que bajara a la Tercera División. Para todas las estadísticas personales de goles y de partidos, NO podrán contar como tales, al considerarse que en ese domingo, esos jugadores, jugaban con otro equipo diferente.
| AMISTÓS                                  |
| ---------------------------------------- |
| 22-08-54 EUROPA-BARCELONA 0-3            |
| 26-08-54 SANTS-BARCELONA 1-3             |
| 29-08-54 SANT MARTÍ-BARCELONA 0-3        |
| 02-09-54 BARCELONA - STUTTGART 3-1       |
| 05-09-54 GIRONA-BARCELONA 2-6            |
| 07-10-54 CALDES DE MONTBUI-BARCELONA 2-5 |
| 12-10-54 TORTOSA-BARCELONA 3-4           |
| 17-10-54 MATARÓ-BARCELONA 1-3            |
| 19-10-54 MANRESA - BARCELONA ?           |
| 24-10-54 BADALONA-BARCELONA 4-6          |
| 30-11-54 SANT ANDREU-BARCELONA 0-1       |
| 08-12-54 HORTA-BARCELONA 2-3             |
| 06-01-55 EUROPA-BARCELONA 1-2            |
| 14-04-55 SANTS-BARCELONA 4-3             |
| 17-04-55 BARCELONA - RACING PARIS 6-2    |
| 24-04-55 TERRASSA-BARCELONA 3-1          |
| 03-05-55 FIGUERES-BARCELONA 3-4          |
| 17-05-55 BALAGUER-BARCELONA 0-3          |
| 19-05-55 GIRONA-BARCELONA 3-4            |
| 30-05-55 MONTCADA-BARCELONA 0-4          |
| 08-06-55 RACING PARIS - BARCELONA 3-5    |
| 12-06-55 BARCELONA - VASCO DE GAMA 1-0   |
| 19-06-55 BARCELONA - NIZA 8-2            |
| 25-06-55 SANTS-BARCELONA 1-2             |
| 29-06-55 REUS-BARCELONA 1-3              |
| 30-06-55 GAVÀ-BARCELONA 8-5              |
| 02-07-55 GIRONA-BARCELONA 1-3            |

| Campionat de Lliga |

| 12 setembre 1954 | CF Barcelona                                          | 4 - 2 | Sevilla CF             | Barcelona                                   |  |
| Jornada 1        | Villaverde 11' · Manchón 16' · Seguer 25' · Mandi 40' |       | Araujo 71' · Loren 74' | Camp de les Corts · Marrón Martín (Aragó) · |  |

| 19 setembre 1954 | CD Alavés                 | 2 - 2 | CF Barcelona      | Vitòria                                           |  |
| Jornada 2        | Remacha 7' · Echendia 22' |       | Villaverde 2' 60' | Estadi de Mendizorroza · Novella Barco (Centro) · |  |

| 26 setembre 1954 | CF Barcelona | 1 - 0 | RCD Espanyol | Barcelona                                         |  |
| Jornada 3        | Areta II 83' |       |              | Camp de les Corts · Tamarit Falguera (València) · |  |

| 3 octubre 1954 | RC Celta de Vigo | 1 - 1 | CF Barcelona | Vigo                                              |  |
| Jornada 4      | Olmedo 44'       |       | Manchón 10'  | Estadi de Balaídos · Rivero Lecuona (Guipúscoa) · |  |

| 10 octubre 1954 | CF Barcelona                     | 4 - 0 | Club Atlético de Madrid | Barcelona                                  |  |
| Jornada 5       | Manchón 10' · Tejada 68' 85' 86' |       |                         | Camp de les Corts · Rey Martínez (Aragó) · |  |

| 17 octubre 1954 | València CF                   | 4 - 1 | CF Barcelona | València                                               |  |
| Jornada 6       | Seguí 27' · Buqué 33' 57' 74' |       | Manchón 82'  | Estadi de Mestalla · González Echeverria (Guipúscoa) · |  |

| 24 octubre 1954 | CF Barcelona | 1 - 0 | UD Las Palmas | Barcelona                                          |  |
| Jornada 7       | Moreno 82'   |       |               | Camp de les Corts · García Fernández (Cantàbria) · |  |

| 31 octubre 1954 | CD Málaga | 1 - 2 | CF Barcelona             | Màlaga                                     |  |
| Jornada 8       | Juan 83'  |       | Manchón 16' · Moreno 74' | Estadi La Rosaleda · Blanco Pérez (Oest) · |  |

| 7 novembre 1954 | CF Barcelona                                                                               | 7 - 0 | Real Santander SD | Barcelona                                             |  |
| Jornada 9       | Manchón 29' · Villaverde 38' · Gonzalvo III 49' · Kubala 57' · Moreno 69' 80' · Tejada 74' |       |                   | Camp de les Corts · González Echeverría (Guipúscoa) · |  |

| 14 novembre 1954 | Club Atlético de Bilbao | 1 - 1 | CF Barcelona   | Bilbao                                      |  |
| Jornada 10       | Artetxe 6'              |       | Villaverde 34' | Estadi de San Mamés · Santos López (Oest) · |  |

| 21 novembre 1954 | Reial Madrid CF                         | 3 - 0 | CF Barcelona | Madrid                                              |  |
| Jornada 11       | Di Stéfano 44' · Rial 66' · Joseíto 67' |       |              | Estadi de Chamartín · Tamarit Falguera (València) · |  |

| 28 novembre 1954 | CF Barcelona                | 3 - 1 | RC Deportivo de la Coruña | Barcelona                                            |  |
| Jornada 12       | Kubala 12' 68' · Basora 20' |       | Bazán 86'                 | Camp de les Corts · Díaz-Argote Larrañaga (Centre) · |  |

| 5 desembre 1954 | Real Valladolid CD | 1 - 2 | CF Barcelona                 | Valladolid                                               |  |
| Jornada 13      | Lolo 89'           |       | Villaverde 16' · Manchón 75' | Estadio Municipal de Zorrilla · Asensi Martín (Centre) · |  |

| 12 desembre 1954 | CF Barcelona                                       | 4 - 1 | Reial Societat | Barcelona                                        |  |
| Jornada 14       | Kubala 15' 66' · Gonzalvo III 31' · Villaverde 54' |       | Sarasqueta 46' | Camp de les Corts · Caballero Camacho (Centre) · |  |

| 19 desembre 1954 | Hèrcules CF | 1 - 0 | CF Barcelona | Alacant                                     |  |
| Jornada 15       | Xirau 44'   |       |              | Camp de la Vinya · Asensi Martín (Centre) · |  |

| 26 desembre 1954 | Sevilla CF | 0 - 2 | CF Barcelona                | Sevilla                                     |  |
| Jornada 16       |            |       | Villaverde 54' · Moreno 69' | Estadio de Nervión · Arqué Martín (Aragó) · |  |

| 2 gener 1955 | CF Barcelona                                                   | 5 - 2 | CD Alavés       | Barcelona                                    |  |
| Jornada 17   | Luis Suárez 27' · Villaverde 46' · Tejada 49' · Kubala 76' 87' |       | Echandia 6' 59' | Camp de les Corts · Asensi Martín (Centre) · |  |

| 9 gener 1955 | RCD Espanyol         | 2 - 4 | CF Barcelona                         | Barcelona                                         |  |
| Jornada 18   | Cela 17' · Gámiz 77' |       | Manchón 2' 31' 73' · Gimeno (pp) 52' | Estadi de Sarrià · Iturroiz Larrinaga (Biscaia) · |  |

| 16 gener 1955 | CF Barcelona                                   | 5 - 2 | CD Alavés     | Barcelona                                          |  |
| Jornada 19    | Moll 21' · Villaverde 46' · Kubala 68' 74' 79' |       | Olmedo 7' 85' | Camp de les Corts · García Fernández (Cantàbria) · |  |

| 23 gener 1955 | Club Atlético de Madrid | 2 - 2 | CF Barcelona           | Madrid                                               |  |
| Jornada 20    | Molina 58' · Martín 61' |       | Moll 47' · Manchón 83' | Estadio Metropolitano · Rivero Lecuona (Guipúscoa) · |  |

| 30 gener 1955 | CF Barcelona                                      | 4 - 1 | València CF | Barcelona                                  |  |
| Jornada 21    | Bosch 71' · Areta II 73' · Mandi 84' · Kubala 86' |       | Fuertes 74' | Camp de les Corts · Arqué Martín (Aragó) · |  |

| 6 febrer 1955 | UD Las Palmas            | 2 - 0 | CF Barcelona | Las Palmas de Gran Canaria                          |  |
| Jornada 22    | Macario 47' · Torres 84' |       |              | Estadio Insular · González Echeverría (Guipúscoa) · |  |

| 13 febrer 1955 | CF Barcelona                                     | 5 - 0 | CD Málaga | Barcelona                                          |  |
| Jornada 23     | Kubala 31' 60' 83' · Moreno 64' · Navarro II 85' |       |           | Camp de les Corts · Iturroiz Larrinaga (Biscaia) · |  |

| 20 febrer 1955 | Real Santander SD        | 2 - 1 | CF Barcelona | Santander                                                    |  |
| Jornada 24     | Magritas 36' · Tarro 39' |       | Basora 26'   | Campos de Sport del Sardinero · Caballero Camacho (centre) · |  |

| 27 febrer 1955 | CF Barcelona                  | 2 - 3 | Club Atlético de Bilbao               | Barcelona                                        |  |
| Jornada 25     | Areta II 43' · Villaverde 78' |       | Uribe 32' · Marcaida 57' · Arieta 68' | Camp de les Corts · Rivero Lecuona (Guipúscoa) · |  |

| 6 març 1955 | CF Barcelona          | 2 - 2 | Reial Madrid CF | Barcelona                                 |  |
| Jornada 26  | Basora 31' · Moll 70' |       | Gento 19' 64'   | Camp de les Corts · Blanco Pérez (Oest) · |  |

| 20 març 1955 | RC Deportivo de la Coruña | 2 - 2 | CF Barcelona     | La Corunya                                            |  |
| Jornada 27   | Tino 61' · Pahiño 80'     |       | Areta II 33' 50' | Estadi Municipal de Riazor · Novella Barco (Centre) · |  |

| 27 març 1955 | CF Barcelona                                                   | 5 - 0 | Real Valladolid CD | Barcelona                                            |  |
| Jornada 28   | Manchón 12' · Luis Suárez 14' 58' · Villaverde 65' · Bosch 88' |       |                    | Camp de les Corts · Díaz-Argote Larrañaga (Centre) · |  |

| 3 abril 1955 | Reial Societat | 0 - 2 | CF Barcelona              | Sant Sebastià                              |  |
| Jornada 29   |                |       | Moll 53' · Villaverde 82' | Estadi d'Atotxa · Asensi Martín (Centre) · |  |

| 10 abril 1955 | CF Barcelona   | 1 - 1 | Hèrcules CF | Barcelona                                 |  |
| Jornada 30    | Villaverde 69' |       | Xirau 40'   | Camp de les Corts · Blanco Pérez (Oest) · |  |

| Copa del Generalíssim |

| 1 maig 1955             | CF Barcelona                                                    | 7 - 0 | RC Deportivo de la Coruña | Barcelona           |  |
| Quarts de final - anada | Kubala 13' 43' 79' · Areta II 20' · Bosch 40' · Manchón 45' 56' |       |                           | Camp de les Corts · |  |

| 8 maig 1955               | RC Deportivo de la Coruña | 1 - 1 | CF Barcelona    | La Corunya                   |  |
| Quarts de final - tornada | Cuenca 14'                |       | Luis Suárez 50' | Estadi Municipal de Riazor · |  |

| 22 maig 1955       | CF Barcelona | 0 - 2 | Club Atlético de Bilbao  | Barcelona           |  |
| Semifinals - anada |              |       | Artetxe 20' · Arieta 32' | Camp de les Corts · |  |

| 29 maig 1955         | Club Atlético de Bilbao | 2 - 2 | CF Barcelona   | Bilbao                                             |  |
| Semifinals - tornada | Arieta 44' · Canito 50' |       | Kubala 70' 75' | Estadi de San Mamés · Rivero Lecuona (Guipúscoa) · |  |